# Till Monkeys Fly
Till Monkeys Fly is het debuutalbum van de Nederlandse rockband Racoon. In de Nederlandse Album Top 100 was de hoogste plaats 60. Het album stond 10 weken in de top 100.

## Track Listing
1. "Hilarious" - 2:28
2. "By Your Side" - 3:17
3. "Daily News" - 3:48
4. "Smoothly" - 3:46
5. "Impossible" - 2:59
6. "Feel Like Flying" - 3:33
7. "Ice Cream Time" - 3:38
8. "Blue Days" - 3:58
9. "World on a Plate" - 3:26
10. "Rapid Eye Movement" - 2:43
11. "Shooting Star" - 4:05
12. "Particular" - 2:56

In 2005 werd het album opnieuw uitgebracht onder het label PIAS. Deze versie bevatte vier bonustracks, waardoor de totale tijd van de CD op 48:52 kwam.
1. Chick Song 3:35
2. Telephone Song 2:08
3. 90 Miles 3:37
4. Whatever Song 2:33

## Singles
- Feel like flying
- Blue days
- Smoothly